# Jure Velepec
Jure Velepec (* 10. Juni 1965 in Ljubljana) ist ein ehemaliger jugoslawischer beziehungsweise slowenischer Biathlet. Er nahm an vier Olympischen Winterspielen teil.
Jure Velepec ist Bruder von Uroš Velepec. Er startete für TVD Partizan Dol in Ljubljana. Seit der ersten Hälfte der 1980er Jahre nahm er an internationalen Rennen im Biathlon-Weltcup teil. Mehrfach konnte er die Punkteränge erreichen. In Sarajevo nahm er 1984 an seinen ersten Olympischen Spielen teil und wurde 48. des Einzels sowie mit Andrej Lanišek, Zoran Ćosić und Franjo Jakovac 17. des Staffelrennens. Bei den Biathlon-Weltmeisterschaften 1986 am Holmenkollen in Oslo wurde er 38. des Einzels. Es folgten die 1988 in Calgary, bei denen Velepec letztmals für Jugoslawien bei Olympischen Spielen an den Start ging. Im Einzel wurde er 35., im Sprint 53. Da er der einzige Starter im Biathlon Jugoslawiens bei diesen Spielen war, nahm er nicht am Staffelrennen teil. Nächste internationale Meisterschaft wurden die Biathlon-Weltmeisterschaften 1989 in Feistritz an der Drau, bei der Velepec 20. des Einzels und 57. des Sprints wurde. Biathlon-Weltmeisterschaften 1990 folgten bei den Weltmeisterschaften in Minsk. Im Einzel kam er auf den 45. Platz, wurde 40. des Sprints, mit Boštjan Lekan, Aleksander Grajf und Roman Klinc als Schlussläufer im Staffelrennen Achter und mit Denselben Zehnter des Mannschaftsrennens. Die Biathlon-Weltmeisterschaften 1991 in Lahti waren die letzten, an denen er für Jugoslawien startete. Der erste Höhepunkt, an dem er nun für Slowenien startend teiol nahm, wurden die Olympischen Spiele in Albertville. Velepec belegte im Einzel den 56. Platz und wurde mit seinem Bruder, Grajf und Janez Ožbolt im Staffelrennen 20. Letzte Weltmeisterschaften wurden die Titelkämpfe 1993 in Borowetz. In Bulgarien wurde der Slowene 76. des Sprints und in der Olympiabesetzung 13. des Staffelrennens. Letztes Turnier und Karriereabschluss wurden die Olympischen Spiele 1994 in Lillehammer. In Norwegen kam Velepec auf den 38. Platz im Einzel und wurde mit seinem Bruder, Boštjan Lekan und Janez Ožbolt Zehnter des Staffelrennens.
Velepec dient mittlerweile im Range eines Generalobersts bei den slowenischen Streitkräften und war als Präsident des Skisportkomitees mitverantwortlich für die Organisation der Militär-Skiweltmeisterschaften 2012 in Slowenien.

## Biathlon-Weltcup-Platzierungen
| Platzierung                               | Einzel | Sprint | Verfolgung | Massenstart | Team | Staffel | Gesamt |
| ----------------------------------------- | ------ | ------ | ---------- | ----------- | ---- | ------- | ------ |
| 1. Platz                                  |        |        |            |             |      |         |        |
| 2. Platz                                  |        |        |            |             |      |         |        |
| 3. Platz                                  |        |        |            |             |      |         |        |
| Top 10                                    |        |        |            |             | 1    | 2       | 3      |
| Punkteränge                               | 4      | 1      |            |             | 1    | 6       | 12     |
| Starts                                    | 25     | 22     |            |             | 1    | 6       | 54     |
| Stand: Karriereende, Daten nicht komplett |        |        |            |             |      |         |        |

## Belege
1. ↑  Meeting in Bled, Slovenia

| Personendaten    | Personendaten                             |
| ---------------- | ----------------------------------------- |
| NAME             | Velepec, Jure                             |
| KURZBESCHREIBUNG | jugoslawischer bzw. slowenischer Biathlet |
| GEBURTSDATUM     | 10. Juni 1965                             |
| GEBURTSORT       | Ljubljana                                 |